# Corse-du-Sud
 Der er for få eller ingen kildehenvisninger i denne artikel, hvilket er et problem. Du kan hjælpe ved at angive troværdige kilder til de påstande, som fremføres i artiklen.

Corse-du-Sud ( fransk udtale ?) er et departement på Korsika

## Historie
I 1073 skabte Korsika under Pisas styre et antal pieve (fra latin plebs, plebis = ”folk”), som er forløbere for kantonerne. To århundreder senere (1284) blev Korsika, nu under Genova, opdelt i to provinser: på denne side af bjergene, dvs. mod nordøst, og på den anden side af bjergene, dvs. mod sydvest.
De to dele, Golo i nord og Liamone i syd, blev først nedlagt i 1768, da Korsika blev fransk og dermed omdannet til ét departement. Med loven af 1975 blev de to nuværende departementer dannet: Corse-du-Sud og Haute-Corse.

## Opdeling af Corse-du-Sud
Departementet Corse-du-Sud har et areal på 4.014 km² med en befolkning på 118.593 indbyggere (kilde: I.N.S.E.E. folketælling 1999) , så befolkningstætheden (30 indbyggere pr. km²) er meget lav.
Departementet består af 124 kommuner samlet i 11 kantoner. Decentraliseringslovene har overført et stort ansvar til departementets generalråd og dets præsident, da man tillagde departementerne nye kompetencer efter 1982.
En kanton er en valgkreds, som bruges ved valg af rådets medlemmer, men samtidig med at et rådsmedlem er valgt i sin kanton, er han også valgt i departementet.
Haute-Corse opdeles i to arrondissementer:
Arrondissementet Ajaccio:
- 14 kantoner
- 86 kommuner
- Areal : 2.195 km²
- Indbyggertal : 84.921indbyggere

Arrondissementet Sartène:
- 9 kantoner
- 44 kommuner
- Areal : 1.819 km²
- Indbyggertal : 33.672 indbyggere

## Politik
- Præfektur: Ajaccio
- Domstol: Bastia

## Vigtigste byer
- Ajaccio
- Sartène

## Klima
- Målestation: Bastia
- Data: 1991

| Data ved havets overflade           | J  | F  | M  | A  | M  | J  | J  | A  | S  | O  | N  | D  |
| ----------------------------------- | -- | -- | -- | -- | -- | -- | -- | -- | -- | -- | -- | -- |
| Gennemsnitlige maksimumtemperaturer | 13 | 14 | 15 | 17 | 21 | 25 | 27 | 28 | 25 | 22 | 17 | 14 |
| Gennemsnitlige minimumtemperaturer  | 4  | 4  | 5  | 7  | 10 | 14 | 16 | 16 | 14 | 11 | 7  | 5  |
| Antal solrige dage                  | 4  | 3  | 4  | 4  | 5  | 7  | 17 | 13 | 9  | 7  | 4  | 12 |
| Antal dage med overskyet himmel     | 12 | 11 | 11 | 9  | 6  | 3  | 1  | 2  | 4  | 6  | 10 | 4  |
| Antal regnvejrsdage                 | 10 | 9  | 8  | 7  | 6  | 3  | 1  | 2  | 4  | 7  | 9  | 10 |
| Nedbørsmængde i mm                  | 80 | 71 | 60 | 50 | 45 | 23 | 10 | 18 | 47 | 85 | 98 | 80 |
| Vandtemperaturer nær kysten         | 14 | 13 | 12 | 14 | 16 | 19 | 24 | 24 | 23 | 22 | 19 | 17 |

Dage pr. år med
- Nedbør over 1 mm: 76
- Frost: 12
  - Første frost: 9. december
  - Sidste frost: 2. marts
- Snevejr: 2
- Snevejr: 38
- Hagl: 5

## Eksternt link
- "Departementets hjemmeside" (fransk). Arkiveret fra originalen 3. februar 2011. Hentet 15. juli 2004.

41°51′N 9°02′Ø / 41.85°N 9.03°Ø